# Noord Nederlands Jeugd Orkest

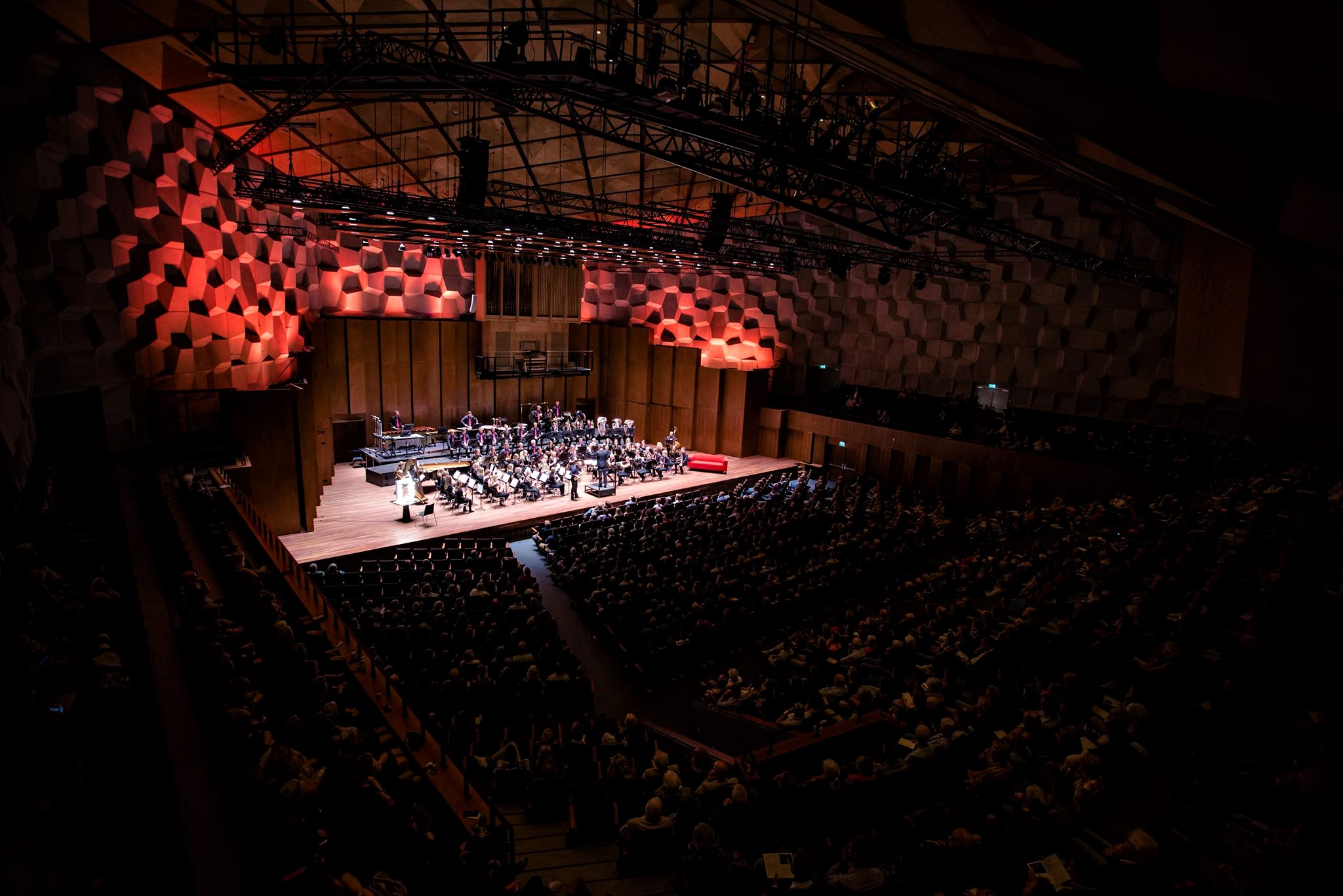
Het NNJO tijdens "Applaus voor Johan de Meij" in de grote zaal van De Oosterpoort, Groningen.

Het Noord Nederlands Jeugd Orkest (NNJO) is een symfonisch blaasorkest (harmonieorkest met uitgebreide bezetting) voor musici in de leeftijd van 14 t/m 29 jaar, wonend in de provincies Groningen, Friesland, Drenthe en Overijssel.
Het NNJO stelt zich ten doel de culturele binding in het Noorden van Nederland te bevorderen en tevens jongeren enthousiast te maken voor blaasmuziek.

## Oprichting
Het Noord Nederlands Jeugd Orkest werd in 2008 opgericht door een aantal musici dat jonge muzikanten de mogelijkheid wilde bieden op te treden buiten hun plaatselijke muziekvereniging.

## Het Orkest
Onder leiding van chef-dirigent Erik Janssen repeteert het symfonisch blaasorkest, bestaande uit ongeveer 75 muzikanten, een keer per maand een gehele zaterdag. Tot 2012 stond het orkest onder leiding van Wout Eshuis. Naast de maandelijkse repetities is er tweemaal per jaar een studieweekend, waar alle leden samenkomen om een heel weekeinde samen muziek te maken. De dagelijkse organisatie van het NNJO is in handen van een aantal stafmedewerkers en een groep vrijwilligers. Tevens is er een stichtingsbestuur gevormd om financiële middelen voor het orkest te genereren.

## Tournees
Jaarlijks reist het NNJO af naar het buitenland om daar gedurende een week te repeteren en concerten te geven op verschillende locaties. Onder de naam Swinging Summer Tour worden om en nabij de vijf concerten gegeven voor open publiek op locaties in dorpen, steden en in de natuur. Hieronder zijn per jaar de landen weergegeven die werden aangedaan door het jeugdorkest. In 2011 werd een vierlandentournee georganiseerd, waarbij in elk land een of meerdere concerten werden gegeven. Een dergelijk concept vond ook in 2014 plaats, waarbij in twee landen werd gespeeld.
- 2009 - Italië
- 2010 - Nederland
- 2011 - België, Duitsland, Frankrijk en Nederland
- 2012 - Oostenrijk
- 2013 - Frankrijk
- 2014 - Duitsland en Nederland
- 2015 - Zwitserland
- 2016 - Frankrijk
- 2017 - Denemarken
- 2018 - Italië
- 2019 - Frankrijk
- 2020 - Oostenrijk (afgelast vanwege de coronapandemie)
- 2021 - Oostenrijk (afgelast vanwege de coronapandemie)
- 2022 - Duitsland
- 2023 - Oostenrijk
- 2024 - Nederland, Luxemburg en Duitsland

## Concerten
Het NNJO geeft jaarlijks meerdere concerten in Nederland, met name in de noordelijke provincies. De meeste van deze uitvoeringen vinden plaats in theaters of kerken. Af en toe wordt er ook gespeeld in de buitenlucht.